# سعود صلواتي
سعود صلواتي مواليد 24 مايو 1988 في جدة ، السعودية، هو لاعب كرة قدم سعودي يلعب في نادي منيف.
لعب سابقاً لأندية الربيع و أحد و الرياض و نجران و الكوكب و وج و العربي و منيف.